# Nuoruus on ikuinen
Nuoruus on ikuinen è un singolo della cantante finlandese Tuuli, pubblicato il 17 gennaio 2014.

## Tracce
1. Nuoruus on ikuinen – 3:29